# Sir Lamorak

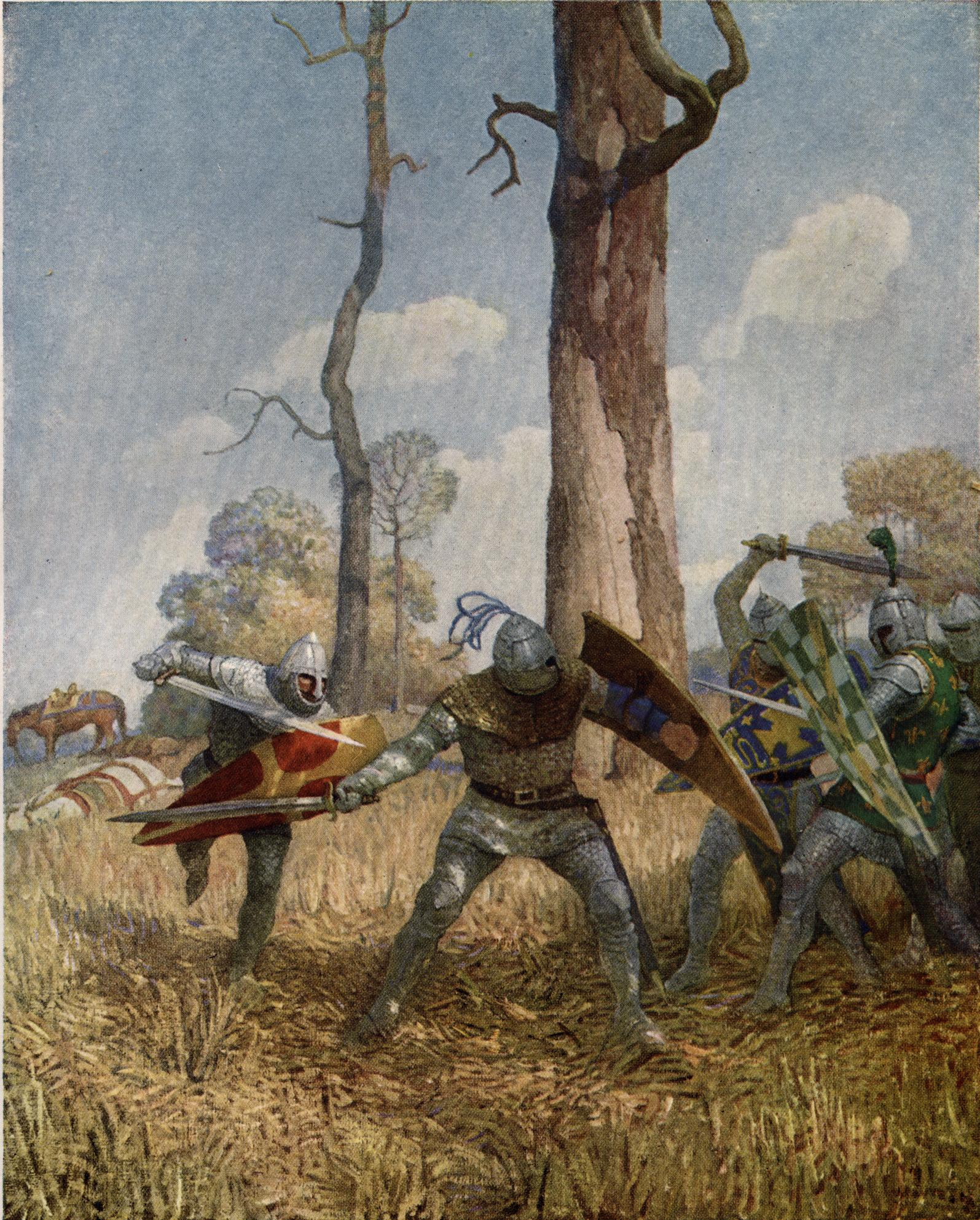
La muerte de Sir Lamorak. Ilustración de una edición de 1922 del libro The Boy's King Arthur (Sidney Lanier, 1880), versión infantil y juvenil de la obra de Malory La muerte de Arturo.

Lamorak es un Caballero de la Mesa Redonda. Tras la muerte de su padre, es el señor de Gales. Era hijo del Rey Pellinore y hermano de Tor, Aglovale, Percival y algunos otros. 
La primera aparición del personaje es en el Tristán en prosa, y figura en obras posteriores, como son el Ciclo de la Post-Vulgata y la de   de Sir Thomas Malory llamada La muerte de Arturo. El padre de Lamorak, Pellinore, fue uno de los primeros aliados del Rey Arturo, también llevó a su familia a un feudo de sangre cuando mató al Rey Lot de Orkney en una batalla. Diez años después los hijos de Lot, Gawain y Gaheris vengaron la muerte de su padre matando a Pellinore en un duelo. Lamorak creció para unirse a la Tabla Redonda, y a pesar de la enemistad entre las dos familias, comenzó un romance con la viuda de Lot, Morgause. Gaheris descubrió a los amantes mientras se encuentran en el hogar de Gawain, y rápidamente se lanza contra ella y acaba con su vida (en algunas versiones más modernas de la historia, es Agravain quién mata a su madre, no Gaheris). Dejando marchar a Lamorak, que está desarmado, aunque después va tras él. Lamorak, reaparece en un torneo y explica la situación a Arturo, rehusando la promesa del rey de una tregua. Cuando se marcha cabalgando, es emboscado por Gawain, Gaheris, Agravain y Mordred, que mata de un golpe al caballero de Gales. Un primo de Lamorak, Sir Pinel le Savage, intenta vengar su muerte envenenando a Gawain en una de las cenas de la reina Ginebra, pero por error es otro caballero el que toma el veneno. Uno de sus parientes culpa a la reina e intenta que sea ejecutada.
Lamorak fue conocido por su fuerza y fiero temperamento, se decía que era el caballero más rápido, luchando contra al menos treinta caballeros al menos en dos ocasiones. Algunas fuentes, se refieren a él, como el tercer mejor caballero de Arturo, solo por detrás de Lancelot y Gaheris, pero no fue muy popular en la tradición caballeresca, siendo confinado a personaje subordinado a los protagonistas.
- Datos: Q1880994
- Multimedia: Lamorak / Q1880994